# Derek Drymon
Derek Drymon (Morristown, 19 de novembro de 1968) é um animador, roteirista, cineasta, comediante e produtor norte-americano.

## Início de vida
Derek Drymon nasceu em Nova Jérsei. Ele estudou nas escolas públicas de Jefferson Township e Dover quando criança e gostava de desenhar e fazer histórias em quadrinhos. Drymon se formou na Jefferson Township High School em 1987. 

## Carreira
Drymon foi diretor criativo nas três primeiras temporadas do desenho Bob Esponja e se tornou o produtor supervisor na terceira temporada até ser substituído por Paul Tibbitt a partir da quarta temporada. Junto com Stephen Hillenburg, Drymon aprovou as ideias e esboços dos escritores para os episódios e controlou o processo criativo e de produção de Bob Esponja.
Drymon foi um produtor executivo (com Fred Seibert) na série Adventure Time do Cartoon Network, criada por Pendleton Ward para a primeira temporada do programa. Ele não foi mais creditado nos episódios a partir da segunda temporada.
Em setembro de 2020, Drymon foi escalado para codirigir Hotel Transylvania: Transformania com Jennifer Kluska.
Em abril de 2023, Drymon foi anunciado como o diretor do quarto filme de Bob Esponja Calça Quadrada, intitulado The SpongeBob Movie: Search for SquarePants.

## Filmografia

### Televisão
| Ano             | Título                                         | Notas |
| --------------- | ---------------------------------------------- | --- |
| 1993–1996       | A Vida Moderna de Rocko                        | assistente de artista de storyboard (temporada 1–3) / roteirista adicional (temporada 4) / assistente de direção e artista de storyboard (temporada 4)                        |
| 1996–1997       | Hey Arnold!                                    | artista de storyboard / diretor |
| 1996–2000       | KaBlam!                                        | artista de storyboard |
| 1998            | CatDog                                         | diretor de storyboard / artista de storyboard / supervisor de storyboard / roteirista                                                                                         |
| 1997, 1999–2004 | Bob Esponja Calça Quadrada                     | diretor criativo (temporada 1–3) / escritor (temporada 1–3) / artista de storyboard ( Help Wanted ) / diretor de dublagem (temporada 1–3) / produtor supervisor (temporada 3) |
| 2007            | Diggs Tailwagger                               | criador / diretor / escritor / produtor executivo (piloto) |
| 2008            | O Acampamento de Lazlo                         | escritor / diretor de storyboard (episódio "Samson Needs a Hug") |
| 2010            | Danger Planet                                  | criador / roteirista (piloto) |
| 2010            | The Stockboys of the Apocalypse                | criador / roteirista (piloto) |
| 2010            | Hora de Aventura                               | produtor executivo |
| 2017            | Billy Dilley's Super-Duper Subterranean Summer | roteirista (episódio "Crab Hands") |

### Cinema
| Ano  | Título                                      | Papel | Notas                                                                          |
| ---- | ------------------------------------------- | ----- | ------------------------------------------------------------------------------ |
| 2004 | The SpongeBob SquarePants Movie             |       | roteirista / artista de storyboard / produtor executivo / diretor de sequência |
| 2008 | Kung Fu Panda                               |       | artista de storyboard adicional                                                |
| 2009 | Monstros vs. Alienígenas                    |       | artista de storyboard adicional                                                |
| 2010 | Shrek para Sempre                           |       | artista de storyboard                                                          |
| 2010 | Megamente                                   |       | agradecimentos especiais                                                       |
| 2011 | Hop                                         |       | artista de storyboard                                                          |
| 2011 | Kung Fu Panda 2                             |       | artista de storyboard adicional                                                |
| 2011 | Gato de Botas                               |       | artista de storyboard adicional                                                |
| 2011 | Night of the Living Carrots                 |       | artista de storyboard                                                          |
| 2013 | Turbo                                       |       | artista de storyboard                                                          |
| 2014 | Os Pinguins de Madagascar                   |       | chefe de história                                                              |
| 2015 | Bob Esponja - Um Herói Fora D'Água          |       | escritor, "Squeeze Me"                                                         |
| 2016 | Kung Fu Panda 3                             |       | artista de storyboard                                                          |
| 2017 | As Aventuras do Capitão Cueca - O Filme     |       | artista de storyboard                                                          |
| 2019 | Santa's Little Helpers                      |       | diretor                                                                        |
| 2021 | Monster Pets                                |       | diretor                                                                        |
| 2022 | Hotel Transilvânia: Transformonstrão        |       | diretor                                                                        |
| 2025 | The SpongeBob Movie: Search for SquarePants |       | diretor, roteirista                                                            |